# Noctuelia floralis
 (février 2024).
Aporodes floralis · Pyrauste florale
Espèce
Noctuelia floralis ou Aporodes floralis, la Pyrauste florale, est une espèce de papillons nocturnes de la famille des Crambidae décrite pour la première fois par Jacob Hübner en 1809. On la trouve dans la majeure partie du Sud de l'Europe, en Algérie, en Syrie, en Afghanistan, en Asie centrale, dans le Nord-Ouest de l'Inde et au Yémen .

## Description
Son envergure est de 13 à 20 millimètres. Les ailes antérieures sont d'un violet foncé, imprégnées de brun noirâtre ou grisâtre et avec des lignes transversales bien définies. Peut évoquer certaines formes de Pyrausta despicata.

## Biologie
Les adultes sont en vol d'avril à début octobre, à raison de deux générations par an. Elle fréquente les terrains bien ensoleillés et secs où elle est assez commune.
Les larves se nourrissent de Cynara cardunculus, Cynara scolymus et de Convolvulus arvensis.

## Systématique
Le nom valide complet (avec auteur) de ce taxon est Noctuelia floralis Hübner, 1809. Toutefois, le genre Noctuelia admet Aporodes comme un nouveau synonyme , l'espèce est aussi nommée Aporodes floralis.
L'espèce a été initialement classée dans le genre Pyralis sous le protonyme Pyralis floralis Hübner, 1809.
Ce taxon porte en français le nom vernaculaire ou normalisé suivant : Pyrauste florale.
Noctuelia floralis a pour synonymes :
- Aporodes grisealis (Caradja, 1916)
- Aporodes meleagrisalis (Walker, 1859)
- Aporodes siculalis (Duponchel, 1833)
- Aporodes stygialis (Treitschke, 1829)
- Aporodes transversalis (Moore, 1878)
- Noctuelia grisealis Caradja, 1916
- Noctuelia meleagrisalis Walker, 1859
- Noctuelia nepticulalis Hofmann, 1897
- Noctuelia siculalis Duponchel, 1840
- Noctuelia stygialis Treitschke
- Noctuelia transversalis Moore, 1878

Aporodes floralis a pour synonyme :
- Pyralis floralis Hübner, 1809

## Publication originale
(de) Jacob Hübner, Carl Geyer et Gottlieb A. W. Herrich-Schäffer, Sammlung europäischer Schmetterlinge, Jakob Hübner, 1793 (DOI 10.5962/BHL.TITLE.39974).